# Paradistomum passerculum
Paradistomum passerculum är en plattmaskart. Paradistomum passerculum ingår i släktet Paradistomum och familjen Dicrocoeliidae. Inga underarter finns listade i Catalogue of Life.